# Weinmannia polyphylla
Weinmannia polyphylla là một loài thực vật có hoa trong họ Cunoniaceae. Loài này được Moric. ex DC. miêu tả khoa học đầu tiên năm 1830.